# Achnatherum
Genre
Classification APG II (2003)
Achnatherum est un genre végétal de la famille des Poaceae. 

## Liste d'espèces
Selon World Checklist of Selected Plant Families (WCSP) (15 novembre 2016) :
- Achnatherum brandisii (Mez) Z.L.Wu (1996)
- Achnatherum bromoides (L.) P.Beauv. (1812)
- Achnatherum calamagrostis (L.) P.Beauv. (1812)
- Achnatherum confusum (Litv.) Tzvelev (1977)
- Achnatherum inebrians (Hance) Keng (1957)
- Achnatherum jacquemontii (Jaub. & Spach) P.C.Kuo & S.L.Lu (1987)
- Achnatherum miliaceum (L.) P.Beauv. (1812)
- Achnatherum pekinense (Hance) Ohwi (1953)
- Achnatherum pubicalyx (Ohwi) Keng f. ex P.C.Kuo (1976)
- Achnatherum sibiricum (L.) Keng ex Tzvelev (1977)
- Achnatherum turcomanicum (Roshev.) Tzvelev (1974)